# Francisco de Oliveira Sousa
Francisco de Oliveira Sousa, mais conhecido como Chico Galego (Portugal — Florianópolis) foi um comerciante português que imigrou para o Brasil.
Filho de João Francisco de Sousa e de Anna de Oliveira, nascidos em Portugal, onde se casaram. Tiveram cinco filhos: Francisco, João, Julieta, Juliana e Maria.
Os cinco irmãos imigraram para o Brasil, tendo os quatro mais novos permanecido no Rio de Janeiro, e Francisco seguido viagem até Laguna.
Em 15 de setembro de 1874 comprou um escravo em Pescaria Brava, de Siberino José Correia, pagando pelo mesmo 400 mil-réis.
Casou com Florisbela Antônia em Santiago, povoado nas proximidades de Cabeçudas, e tiveram os filhos:
1. Maria Francisca (22 de outubro de 1873 — Braço do Norte, 8 de junho de 1947), casou com Jacó Batista Uliano
2. Francisco de Oliveira Sousa Junior (ca. 1875  — ca. 1913). Morou em Orleans e casou em 7 de setembro de 1899 com Gunilda Westphal, filha de Jochim Martin August Westphal e Johanna Josephine Schlemper. Foi negociante em Braço do Norte.[5][6]
3. Álvaro de Oliveira Sousa (1882 — 25 de fevereiro de 1964). Casou em Gravatal em 27 de setembro de 1902 com Rozalina Fernandes da Silva, filha de Justino José da Silva e Tereza Maria Fernandes. Álvaro foi proprietário de uma canoa, Pombinha, que fazia o transporte de pessoas e mercadorias no Porto de Gravatal[7]
4. Anna

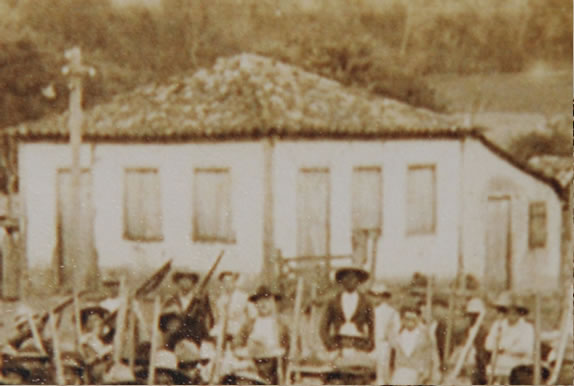
Casa de comércio de Francisco de Oliveira Sousa, no caminho dos tropeiros, via serra do Imaruí, ligando Braço do Norte a Grão Pará. Foi demolida em 2013.

Adquiriu terras da família Nazário, em Braço do Norte, onde fixou residência e estabeleceu a primeira casa de comércio, em 1876. Em 1881, então com três filhos, já possuia também um hotel. Foi neste hotel, casa ainda existente em 2010, próximo ao Hospital Santa Terezinha, que foi instalada a sede provisória da Colônia Grão Pará, até ser inaugurada sua sede oficial, em 1882.
Francisco de Oliveira Sousa foi o primeiro comprador de lotes urbanos da Colônia Grão Pará e também de Orleans. Logo ao estabelecer filial em Orleans implantou uma olaria de telhas e tijolos em 1885 ou 1886 às margens do Rio Belo.
Viajava muito, indo muitas vezes ao Rio de Janeiro ver as irmãs. Ficando doente quis ir tratar-se no Rio de Janeiro, partindo a cavalo com o genro Jacó Batista Uliano. Em Florianópolis sentiu-se mal, tendo morrido na mesma noite no navio em que havia embarcado. Descido à terra, foi sepultado no cemitério localizado na cabeceira insular da Ponte Hercílio Luz, sendo trasladado depois para o Cemitério São Francisco de Assis.